# 능해 나들목
능해 나들목(陵海-, Neunghae IC)은 인천광역시 미추홀구 용현5동에 설치된 제2경인고속도로의 교차로이자 제2경인고속도로 능해 ~ 학익 구간의 기점이다. 접속 도로와 평면 교차로를 이루고 있으며, 나들목 명칭은 인근 능해고가교에서 유래하였다. 다른 명칭으로는 제2경인시점 교차로라고 불리고 있다. 1990년 서해안고속도로로 계획될 당시 가칭은 인천 나들목이었으나, 서해안고속도로보다 먼저 개통된 경인고속도로에 인천 나들목이 있는 것 때문에 1994년 7월 7일에 서해안고속도로 능해 나들목 ~ 안산 분기점 구간이 개통되면서 지금의 명칭으로 변경되었다. 인근에 인천항과 인하대학교 의과대학 부속병원, 용현동시외버스정류장, 수인선 숭의역, 능해고가교, 옹진군청, 인천대로 인천 나들목, 제2경인고속도로 인천대교 구간 옥련 나들목이 있다. 축항대로와 직결되며, 아암대로를 통해 제2경인고속도로 옥련 나들목 및 과거 경인고속도로의 기점인 인천 나들목을 통해 인항로과 간접 연결된다.

## 개요
능해 나들목이 처음에 생겼을 때는 서해안고속도로의 기점이었으며, 기점에 이름을 부여하지 않는 특성에 따라 별도의 이름이 붙여져 있지 않았으나, 현재 일부 표지판에는 이 나들목의 명칭을 표시하고 있다. 이후 2001년의 개편에 따라 능해 나들목부터 서창 분기점까지의 구간이 제2경인고속도로에 포함되면서 제2경인고속도로의 기점이 되었다. 그러나 2009년 민자사업으로 건설된 제2경인고속도로 인천대교 구간이 연장 개통되면서 공항신도시 분기점이 제2경인고속도로의 새로운 기점이 됨에 따라 제2경인고속도로의 기점 기능을 상실하였으나, 제2경인고속도로 구간에서는 제외되지 않아 제2경인고속도로의 교차로와 제2경인고속도로 능해 ~ 학익 구간의 기점 기능을 그대로 유지하고 있다. 따라서 능해 ~ 학익 구간을 포함한 본선 구간의 km수는 전 구간이 인천대교 구간(공항신도시 분기점 ~ 학익 분기점)과 상관 없이 능해 나들목부터의 km수로 표시되어 있다.

## 연혁
- 1994년 7월 7일 : 서해안고속도로 능해 나들목(인천기점) ~ 안산 분기점 구간 개통과 함께 영업 개시[2]

## 구조물 정보
- 위치: 인천광역시 미추홀구 용현5동

## 접속하는 도로
- 아암대로 (국도 제77호선, 국가지원지방도 제84호선, 국가지원지방도 제98호선)
- 축항대로
- 간접 연결 : 110호선 제2경인고속도로 인천대교 구간 (옥련 나들목 이용), 인천광역시도 제65호선 (인천대로, 인천 나들목 이용), 인항로